# Rio Conciul
O Rio Conciul é um rio da Romênia, afluente do Lăpuş, localizado no distrito de Maramureş.